# Petrovo
Petrovo ili Svetkovina svetih Petra i Pavla liturgijski je blagdan u čast mučeništva apostola svetih Petra i Pavla, koji se slavi 29. lipnja. Proslava je drevnog kršćanskog podrijetla, a datum je odabran tako da se poklapa s godišnjicom njihove smrti ili prijenosa njihovih relikvija.
Sveti Petar jedan od dvanaest apostola, rimski biskup i prvi papa, kršćanski svetac. Sveti Pavao kršćanski je svetac štovan u svim kršćanskim crkvama, apostol i misionar u Maloj Aziji, Grčkoj i Rimu, teolog, autor više poslanica Novoga zavjeta i mučenik. 
Najveća proslava je u bazilici Svetog Petra u Rimu. Blagdan se slavi u Rimu jer su sveti Pavao i sveti Petar zaštitnici Vječnog grada.
U Hrvatskoj se slavi u mnogim mjestima pogotovo onima koje nose ime sv. Petra i Pavla kao što je u Istri, Sveti Petar u Šumi, gdje pavlini imaju samostan. U Prigorju postoje općinska središta Sveti Petar Čvrstec i Sveti Petar Orehovec, također postoji naselje u Ogulinu nazvano Sveti Petar. Kod Splita se nalazi Sumpetar, a na Braču naselje Supetar. Sjeverno od Dubrovnika nalazi se Petrovo Selo. U Župi dubrovačkoj nalazi se naselje Petrača. U Osječko-baranjskoj županiji, odnosno u Baranji nalazi se mjesto Baranjsko Petrovo Selo, kod Varaždina Petrijanec, a u Hrvatskom zagorju Petrovsko te mnoga druga mjesta.
Đakovačka katedrala ima za zaštitnika sv. Petra kao i konkatedrala sv. Petra u Splitu. Osječka konkatedrala ima za zaštitnike i sv. Petra i sv. Pavla. Sveti Pavao posebno se slavi na Mljetu jer postoji mišljenje, da se nakon brodoloma iskrcao na Mljet.
U Općem rimskom kalendaru, slavlje je svetkovina. Prije liturgijskih reformi pape Pija XII., nakon ovog blagdana slijedila je zajednička oktava. Na ovaj blagdan novoimenovani metropolitanski nadbiskupi primaju od pape primarni simbol svoje službe, palij.
To je zapovijedani blagdan u Latinskoj Crkvi, iako pojedine biskupske konferencije mogu ukinuti obvezu.
U Engleskoj, Škotskoj i Walesu, kao i u većem dijelu svijeta, Latinska Crkva i dalje slavi blagdan kao zapovjedni blagdan; međutim, u Sjedinjenim Državama i Kanadi ne slavi se kao zapovjedni blagdan od 1840. godine, a nije ni u Hrvatskoj.
Anglikanska Crkva slavi 29. lipnja kao blagdan. Luteranske crkve slave ga u rangu manjeg blagdana.
Zbog važnosti svetih Petra i Pavla za Katoličku Crkvu, mnoge zemlje s većinskim katoličkim stanovništvom obilježavaju svoj blagdan kao državni blagdan. U regiji Apulija u jugoistočnoj Italiji, blagdan se od srednjeg vijeka povezivao s plesom tarantele.
Na Malti je svečanost državni blagdan i na malteškom je poznata kao L-Imnarja. Slavi se festivalima prethodnog vikenda u Nadur Gozu i vrtovima Buskett u Rabatu.
Također je državni praznik kantona Ticino u Švicarskoj, kao i dijelova švicarskih kantona Luzern i Graubünden. Državni je praznik u Peruu[19] i u raznim općinama na Filipinima. 
Godine 1577. Jan Rubens dao je svom sinu ime Peter Paul, jer je rođen tijekom večernje službe na taj dan.
Za pravoslavne i neke istočne katoličke kršćane ovaj blagdan također označava kraj Apostolskog posta (koji je započeo u ponedjeljak nakon Nedjelje Svih svetih, tj. drugog ponedjeljka nakon Duhova). Iako se ne smatra među dvanaest velikih blagdana, jedan je od pet dodatnih blagdana koji se u pravoslavnoj tradiciji rangiraju kao veliki blagdan i često se slavi cjelonoćnim bdijenjem koje počinje večer prije. U julijanskom kalendaru, 29. lipnja pada na gregorijanski datum 12. srpnja.